# تالبة (مناخة)

تعديل مصدري - تعديل

تالبة هي إحدى قرى عزلة بني مقاتل بمديرية مناخة التابعة لمحافظة صنعاء، بلغ تعداد سكانها 187 نسمة حسب تعداد اليمن لعام 2004.